# Ricard de Vargas Golarons
Ricard de Vargas Golarons (Barcelona, 15 de febrer de 1949) és un escriptor i historiador català d'ideologia anarquista i anticapitalista. A la seva joventut, va militar en el Moviment Ibèric d'Alliberament (MIL), on fou company de Salvador Puig Antich.
Conegut com el llengües, sobrenom adjudicat per ser capaç de dominar fins a vuit idiomes, el 1974 va ser detingut per la seva ideologia propera al PSAN, acusat de pertinença a la Organització de la Lluita Armada (OLLA). Va ser reclòs a la Presó Model fins al 1975. Al sortir en llibertat, va treballar com a traductor, col·laborador a la Gran Enciclopèdia Catalana i professor de català. Va escriure a la revista Altres Nacions i com a historiador va documentar àmpliament els moviments de resistència i lluita armada del Maquis,incloent-hi la important participació de les dones. És membre de L'Ateneu Enciclopèdic Popular, organitza i participa en actes de Memòria històrica i ha escrit centenars d'artícles en diaris i revistes. Ha donat conferències per Espanya,Europa i Mèxic. Darrerament és un dels promotors de la rehabilitació de la figura de Puig i Antich.

## Obres
- Quebec (1981), dossier publicat juntament amb Aureli Argemí i Roca a Altres Nacions
- Anarquisme i Alliberament Nacional (1987) amb Enric Cabra i Josep M. Canela
- La primera Guerra Mundial, l'enfrontament de potències imperialistes (1990) ISBN 978-84-7827-030-9
- Antologia poètica popular a la memòria de Salvador Puig Antich recerca, recopilació de poemes, notes i introducció de Ricard de Vargas-Golarons (1996)
- Oriol Solé Sugranyes, 40 anys després; escrits de l'Oriol i per a l'Oriol. ISBN 978-84-16553-60-0
- Quico Sabaté i la guerrilla anarquista (2016) ISBN 978-8416653402
- Salvador Puig-Antich. Trenta y dos años después, a CNT, Núm. 323, maig 2006
- Josep Lluís Facerías i els seus grups d'acció, amb Roger Costa i altres (2020) ISBN 978-84-182-83-12-3
- Salvador Puig Antich, guerrilla anticapitalista contra el Franquismo (2021)ISBN 978-8416653402

## Cinematografia
- El maquis a Catalunya 1939-1963 Guió i co-direcció (amb Jaume Serra) de la sèrie de Televisió Espanyola "El Maquis a Catalunya" (1987)